# Járacimrman (planetka)
(7796) Járacimrman je planetka obíhající v prostoru mezi Marsem a Jupiterem v oblasti hlavního pásu planetek. Podle parametrů dráhy patří do podskupiny IIa. Charakter její dráhy je takový, že se nemůže k Zemi přiblížit více než na 197 mil. km.

## Objev
Planetka byla na jihočeské hvězdárně na Kleti objevena v lednu 1996 astronomem Zdeňkem Moravcem a dostala provizorní označení 1996 BG. Byla sledována až do dubna 1996 a dále pak v červnu a červenci 1997. Dodatečně bylo zjištěno, že se jedná o ztracenou planetku, která předtím byla již dvakrát pozorována a to poprvé 12. prosince 1973 na observatoři Brera-Merate v severní Itálii a ve dnech 8. a 9. června 1990 na hvězdárně Mount Stromlo Observatory, nedaleko australského hlavního města Canberra. Tehdy dostala předběžná označení 1973 YE3, resp. 1990 VG. V roce 1997 již byla její dráha zpřesněna pozorováním řady dalších observatoří natolik, že dostala přiděleno definitivní pořadové (katalogové) číslo 7796 a stala se 312. číslovanou planetkou objevenou na Kleti. Poté její objevitel navrhl, aby byla pojmenována na počest fiktivního českého génia Járy Cimrmana. Toto jméno bylo v únoru 1998 schváleno nomenklaturní komisí pro malá tělesa ve Sluneční soustavě při Mezinárodní astronomické unii (IAU).

## Fyzikální vlastnosti
Na základě hvězdné velikosti ve viditelné oblasti spektra a předpokládaného albeda byl průměr tohoto tělesa odhadnut na 10 km. Spektrální údaje o planetce nejsou k dispozici a proto není ani přibližně známo její chemické a mineralogické složení.